# Euderces reichei
Euderces reichei là một loài bọ cánh cứng trong họ Cerambycidae.